# Torrent Salat (Bassella)
|  | Aquest article tracta sobre el corrent fluvial del municipi de Bassella. Vegeu-ne altres significats a «Torrent Salat». |

El Torrent Salat és un afluent per l'esquerra de la Riera de Madrona que neix a menys de 250 m. a llevant del nucli de Mirambell, a l'extrem sud del terme municipal de Bassella. De direcció global cap al nord, desguassa al seu col·lector quan aquest ja es troba embassat a l'embassament de Rialb, per l'interior del qual hi transcorren els 388 m. finals del seu curs el qual transcorre íntegrament per l'interior del terme municipal de Bassella.

## Xarxa hidrogràfica
La seva xarxa hidrogràfica, que també transcorre íntegrament pel municipi de Bassella, està constituïda per 5 cursos fluvials la longitud total dels quals suma 3.336 m.